# Testulorhiza
Testulorhiza es un género de foraminífero bentónico de la familia Rhizamminidae, de la superfamilia Komokioidea y del orden Komokiida. Su especie tipo es Rhizammina globigerinifera. Su rango cronoestratigráfico abarca el Holoceno.

## Discusión
Testulorhiza ha sido tradicionalmente incluido en la familia Rhabdamminidae de la superfamilia Astrorhizoidea del orden Textulariida o en el orden Astrorhizida. Clasificaciones recientes han incluido Testulorhiza y la superfamilia Komokioidea en el suborden Astrorhizina del orden Astrorhizida.

## Clasificación
Testulorhiza incluye a las siguientes especies:
- Testulorhiza globigerinifera
- Testulorhiza profunda